# Tipar Kidul
Tipar Kidul is een bestuurslaag in het regentschap Banyumas van de provincie Midden-Java, Indonesië. Tipar Kidul telt 8843 inwoners (volkstelling 2010).